# Natura 2000-område nr. 137 Kattehale Mose
Natura 2000-område nr. 137 Kattehale Mose  ligger i Nordøstsjælland ca. 3,5 km nord for Farum. Natura 2000-området består af habitatområde H121 og har et areal på cirka 8 hektar hvoraf ca. 1 ha er statsejet.

## Områdebeskrivelse
Kattehale Mose var oprindeligt en lille højmose. Siden blev mosen brugt til tørvegravning, Det
meste af den består derfor i dag af gamle tørvegrave med varierende vandstand, hvor der nu er
udviklet småsøer og næringsfattige, mere eller mindre flydende bevoksninger med tørvemosser.
Desuden er meget af mosen groet til med krat og skov siden tørvegravningen, selvom en del dog er
ryddet i de senere år.
Det udpegede Natura 2000-område er delt i to, men er bundet sammen af den store naturfredning Allerød Sø - Kattehale Mose og godt 6 ha. ligger indenfor
området. 

## Udpegningsgrundlag
I udpegningsgrundlaget for området indgår bl.a. de brunvandede søer og vandhuller i de tidligere tørvegrave. I udpegningen indgår desuden de åbne, mere eller mindre flydende arealer af
hængesæk, hvor tørvemosser og andre planter knyttet til næringsfattig, sur bund er vokset hen over
tørvegravene. Endelig indgår bl.a. arealer af skovbevokset tørvemose med især birk, der har bredt
sig efter tørvegravningen.
Blandt de arter, som området er udpeget for, har det især betydning for Stor kærguldsmed, der
yngler i nogle af tørvegravene. Desuden findes der stor vandsalamander i form af i hvert fald voksne
individer.
Mosen har i mere end hundrede år været kendt for sin specielle flora og insektfauna knyttet til mere eller mindre sure, næringsfattige naturtyper (inkl. småsøerne) og dødt ved.
I Natura 2000-området lever også bl.a. spidssnudet frø, grøn mosaikguldsmed og muligvis arter af
flagermus. Disse indgår ikke i udpegningsgrundlag for Natura 2000-områder, men er generelt
beskyttet efter andre regler (såkaldte bilag IV-arter).
Natura 2000-området ligger i Halsnæs i Vandområdedistrikt II Sjælland i vandplanopland 2.3 Øresund 

## Eksterne kilder og henvisninger
1. ↑  Om fredningen på fredninger.dk
2. ↑  "Vandplan 2.3 Øresund" (PDF). Arkiveret fra originalen (PDF) 12. august 2018. Hentet 10. juni 2019.

- Kort over området på miljoegis.mim.dk
- Naturplan 137 Arkiveret 14. juli 2019 hos  Wayback Machine
- Basisanalysen for området 2016-21 Arkiveret 23. april 2021 hos  Wayback Machine